# Pterostylis viriosa
Pterostylis viriosa là một loài thực vật có hoa trong họ Lan. Loài này được (D.L.Jones) R.J.Bates mô tả khoa học đầu tiên năm 2008.